# 血清型
血清型(英: serotype, serovar)とは細胞表面の抗原を基に分類した微生物、ウイルスあるいは細胞の型である。血清型の判定に用いられる因子は、毒性、グラム陰性菌中にあるリポ多糖、外毒素の存在（たとえば百日咳菌における百日咳毒素）、プラスミド、ファージ、（たとえばポリメラーゼ連鎖反応によって判定されるような）遺伝子プロファイル、その他同じ種に属する個体を識別するための特性で、疫学分類を亜種レベルまで可能にするものなど多数ある。同じ抗原をもつ血清型をまとめて血清群という。
血清型判定はときとして種や亜種の決定に不可欠な役割を担う。たとえばサルモネラ菌属では、Salmonella enterica 血清型 Typhimurium、S. enterica 血清型 Typhi、S. enterica 血清型 Dublin など、4400以上の血清型が決定されている。コレラを発生させる細菌種であるコレラ菌は、細胞抗原に基づく139の血清型を持つ。そのうち 0:1 および 0:139 の2つのみがエンテロトキシンを発生させる病原体である。
血清型は1933年、アメリカの微生物学者レベッカ・ランスフィールドにより発見された。

## 臓器移植における役割

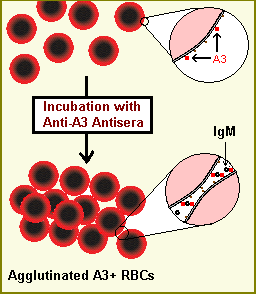
抗A3 IgMを含む抗A3異種反応性抗血清によるHLA-A3陽性赤血球の凝集

免疫系は細胞の血清型によって細胞が「自己」か「非自己」かを判断することができる。ヒトの血清型は、主にヒトにおける主要組織適合遺伝子複合体であるヒト白血球型抗原（HLA）によって決定される。非自己であると決定された細胞は、通常免疫系によって外敵と認識され、血球凝集などの免疫反応が起こる。血清型は個体によって大きく異なるため、ヒト（もしくは動物）から取り出した細胞を無作為に別のヒトに移植すると、その細胞は自己の血清型に適合しないため非自己と判断される。このため、遺伝的に同一でないヒトどうしの移植はしばしばレシピエントの免疫反応に異常を引き起こし拒絶反応を生じる。一定の条件下では、レシピエントとドナーのHLA型を一致させることによりこの反応を低減させることができる。

### ヒト白血球型抗原
| HLA                                                                    | 種類   | ブロード | スプリット |
| 遺伝子座                                                               | 血清型 | 抗原     | 抗原       |
| ---------------------------------------------------------------------- | ------ | -------- | ---------- |
| A                                                                      | 25     | 4        | 15         |
| B                                                                      | 50     | 9        |            |
| C*                                                                     | 12     | 1        |            |
| DR                                                                     | 21     | 4        |            |
| DQ                                                                     | 8      | 2        |            |
| DP*                                                                    |        |          |            |
| *DP 遺伝子座および多くの Cw 遺伝子座は血清型判定に SSP-PCR法を要する。 |        |          |            |

## External links
- HLA Allele and Haplotype Frequency Database